# ورنر یاروینن
ورنر یاروینن (انگلیسی: Verner Järvinen; ۳ آوریل ۱۸۷۰ – ۳۱ ژانویهٔ ۱۹۴۱) پرتاب‌گر دیسک اهل فنلاند بود.
وی در مسابقات کشوری و بین‌المللی در مجموع برندهٔ ۱ مدال طلا، ۲ مدال برنز شده‌است.